# Gerardus 't Hooft
Gerardus „Gerard“ 't Hooft (* 5. července 1946 v Den Helder) je nizozemský fyzik, profesor teoretické fyziky na univerzitě v Utrechtu v Nizozemsku.

## Mládí
Narodil se ve městě Den Helder v Nizozemsku jako prostřední ze tří dětí. V rodině měl významné vědce, jeho babička byla sestrou laureáta Nobelovy ceny za fyziku Fritse Zernikeho a vzala si Pietera van Kampena, známého profesora zoologie na Univerzitě v Leidenu, jeho strýc Nico van Kampen byl profesorem teoretické fyziky na Univerzitě v Utrechtu a jeho otec byl námořním inženýrem. Již v brzkém věku projevil zájem o vědu a na otázku učitele čím chce být až vyroste prohlásil, že člověkem, který ví všechno. 
Na střední škole měl problémy s jazyky, přesto nakonec úspěšně složil zkoušky z pěti jazyků. Naopak matematika a fyzika byla jeho silnou stránkou, v 16 letech se umístil druhý v nizozemské matematické olympiádě. 

## Univerzitní vzdělání
Po dokončení střední školy začal studovat fyziku na univerzitě v Utrechtu, pro kterou se rozhodl, protože tam vyučoval jeho strýc. Na univerzitě byl i členem veslařského klubu a pořádal kongres pro studenty informatiky.
V průběhu studia se rozhodl věnovat teoretické fyzice, konkrétně fyzice elementárních částic. Jeho vedoucím se stal Martinus J. G. Veltman, v té době pracující na Yangově-Millsově teorii. Úkolem 't Hoofta bylo studovat Adlerovy–Bellovy–Jackiwovy anomálie, nesoulad v teorii rozpadu neutrálních pionů. Formální argumenty říkaly, že se tyto částice nesmí rozpadat na fotony, zatímco experimenty ukazovaly, že tento rozpad je nejčastější.
V roce 1969 začal T'Hooft pracovat na doktorátu, opět pod vedením Veltmana, jeho tématem byla renormalizace Yangovy–Millsovy teorie. První výsledky byly publikovány v roce 1971, v nich 't Hooft ukázal jakým způsobem je Yangova–Millsova teorie renormalizovatelná.  A byl schopen odvodit vztahy mezi amplitudami. Tato práce není příliš známa. Ovšem krátce nato zveřejnil druhý výsledek v němž ukázal možnost renormalizace Yangovy–Millsovy teorie se silnými poli v důsledků mechanismu spontánního narušení symetrie.  Tato práce se proslavila a nakonec za ni získali jak 't Hooft, tak Veltman Nobelovu cenu pro rok 1999.  Roku 1972 získal doktorský titul. 

## Kariéra
Po zisku PhD. odešel 't Hooft pracovat do Evropské organizace pro jaderný výzkum (CERN), kde dále zpřesňoval metody pro Yangovu–Millsovu teorii. Také ho napadlo, že by tato teorie mohla být užitečná při popisu silné jaderné interakce. Ukázal, že nehmotná Yangova–Millsova teorie má správné vlastnosti pro tento popis, tedy asymptotickou volnost, tedy vlastnost silné interakce, kde ze zvyšující se vzdáleností nábojů roste intenzita interakce. To bylo v rozporu s tehdejším vnímáním Yangovy–Millsovy teorie, že její intenzita s rostoucí vzdáleností klesá. Ovšem tato standardní teorie nebyla schopna výsledky nepružného rozptylu částic, zatímco 't Hooftova teorie ano. Výsledek 't Hooft zmínil na malé konferenci v Marseille a jeden z kolegů Symanzik se ho snažil přesvědčit, že by měl tuto práci publikovat.  Ovšem 't Hooft to neudělal a tak se stalo, že v roce 1973 ke stejnému výsledku nezávisle dospěli Frank Wilczek s Davidem Grossem a Hugh David Politzer, kteří své výsledky publikovali a v roce 2004 za tento objev obdrželi Nobelovu cenu. 
Roku 1974 se vrátil do Utrechtu, kde se stal asistentem. V letech 1976–1978 pobýval na Stanfordově univerzitě a na Harvardově univerzitě, poté se vrátil do Utrechtu, kde byl jmenován řádným profesorem a kde působí i v roce 2016. 
Po návratu do Nizozemska se nadále věnoval výzkumu silné interakce a kalibračních Yangových–Millsových teorií. Zejména se zabýval problematikou "barvy" (barva je náboj silné interakce) kvarků a výsledným "bezbarvým" složeným částicím, které jsou jako jediná kombinace pozorovaná při nízkých energiích.  Dále zkoumal korespondenci mezi teorií strun v Anti-De Sitterově prostoročasu a konformní teorií pole. Vyřešením problému v jedné časové dimenzi a v jedné prostorové byl schopen odvodit vzorec pro klidové hmotnosti mezonů. Předpověděl také existenci specifického typu magnetických monopólů, které předpověděl nezávisle také Alexandr Poljakov. 
Dalším tématem výzkumu T'Hoofta byla gravitace. V roce 1980 publikoval článek o gravitaci v třírozměrném prostoročasu a ukázal jak by se tento model dal kvantovat. V poslední době existují snahy tento model po částech aplikovat na kvantování našeho čtyřrozměrného prostoročasu.
Odmítl přijmout Hawkingův názor, že jím a Bekensteinem objevené vypařování černých děr vede ke ztrátě informace. Podle názoru 't Hoofta by se tento problém neměl objevit v kvantové teorii gravitace. Juan Maldacena a Leonard Susskind nakonec objevili řešení problému v Anti-De Sitterově prostoročasu, načež Hawking uznal, že se mýlil, ačkoli problém ještě není definitivně vyřešen. To vedlo k zavedení holografického principu, který navrhli 't Hooft a Susskind. 
Domnívá se rovněž, že kvantová mechanika půjde vysvětlit a popsat deterministicky. Používá spekulativní model, který obchází Bellovy nerovnosti.

## Ocenění
Kromě Nobelovy ceny získal v roce 1981 i Wolfovu cenu za fyziku.  V roce 1995 získal Franklinovu medaili a nejvyšší státní vyznamenání v Nizozemsku.
Po zisku Nobelovy ceny obdržel řadu čestných doktorátů a profesur. V Nizozemsku byl povýšen do šlechtického stavu. Asteroid 9491 Thooft byl pojmenován po něm. 
Od roku 1982 členem Nizozemské akademie věd a umění a zahraničním členem akademie věd řady dalších zemí, například Americké, Britské nebo Francouzské akademie.  where he was made academy professor in 2003.

## Osobní život
T'Hooft je ženatý, s manželkou Alberthou mají dvě dcery. Vzali se roku 1972. 